# Ostia

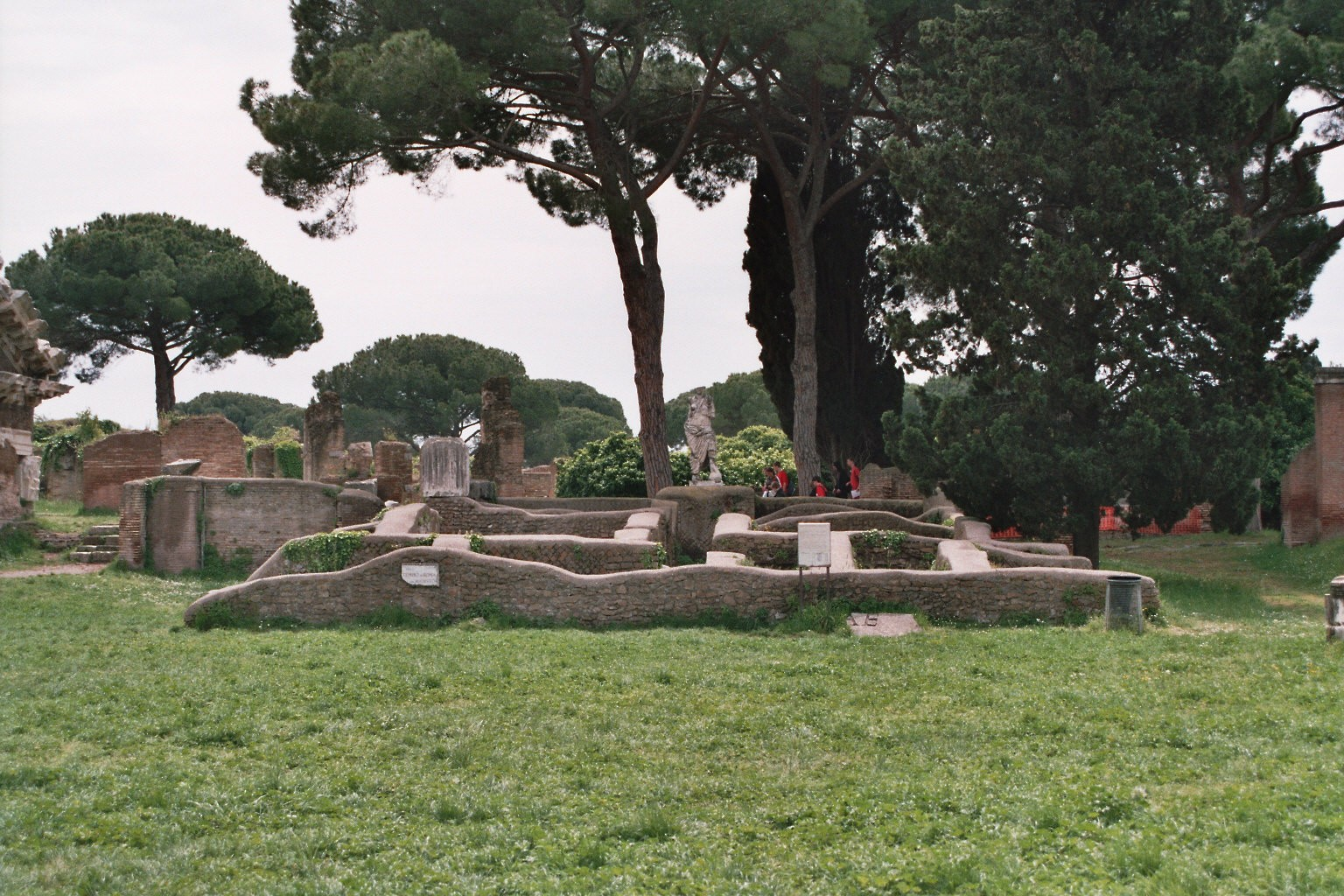
El templo de la diosa Roma en el Foro de Ostia.

Ostia fue una ciudad antigua en la costa del mar Tirreno, en el antiguo Lacio, Italia, que funcionó como puerto de la antigua Roma y fue quizás su primera colonia.[cita requerida] Estaba ubicada en la desembocadura del río Tíber. Según la leyenda, fue fundada por Anco Marcio, uno de los reyes de Roma, en el siglo VII a. C. Los hallazgos arqueológicos sugieren, en cambio, que su pasado se remonta hasta el siglo IV a. C.[cita requerida] La mayoría de los edificios más antiguos que se pueden apreciar hoy día, datan del siglo III a. C., el llamado Castrum (campamento militar) y el Capitolium de una fecha más tardía, el templo del dios Júpiter, Juno y Minerva.

## Historia
Ostia fue fundada quizás con el único propósito de defensa militar, ya que los ejércitos invasores podían entrar por la boca del Tíber y llegar así a Roma. Con el tiempo, se convirtió en un puerto comercial, y muchas de las mercancías que Roma recibía de sus colonias y provincias pasaban por Ostia. Finalmente, Ostia reemplazó a Pozuoli (Puteoli), cerca de Nápoles.

### El comienzo

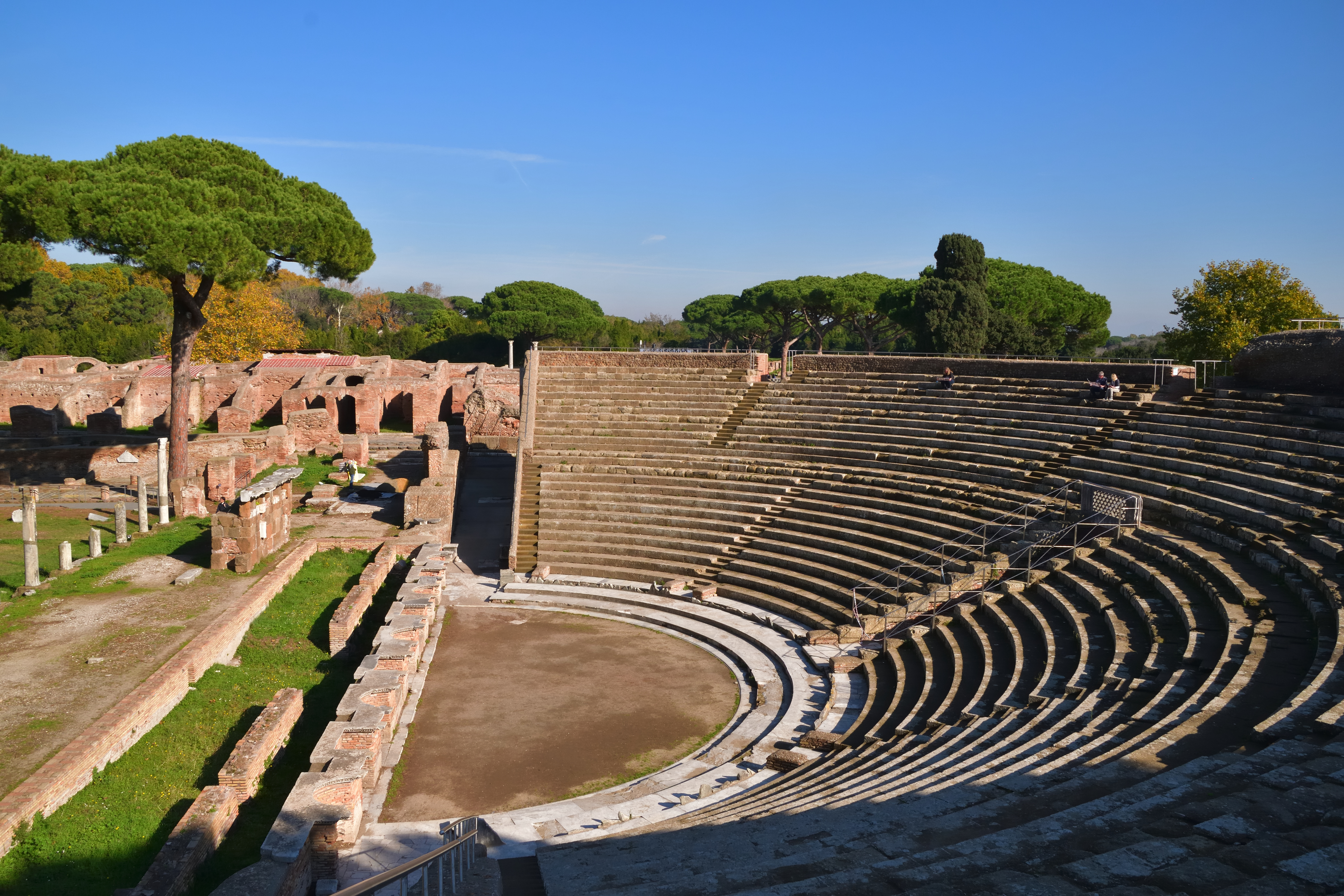
Teatro de Ostia.

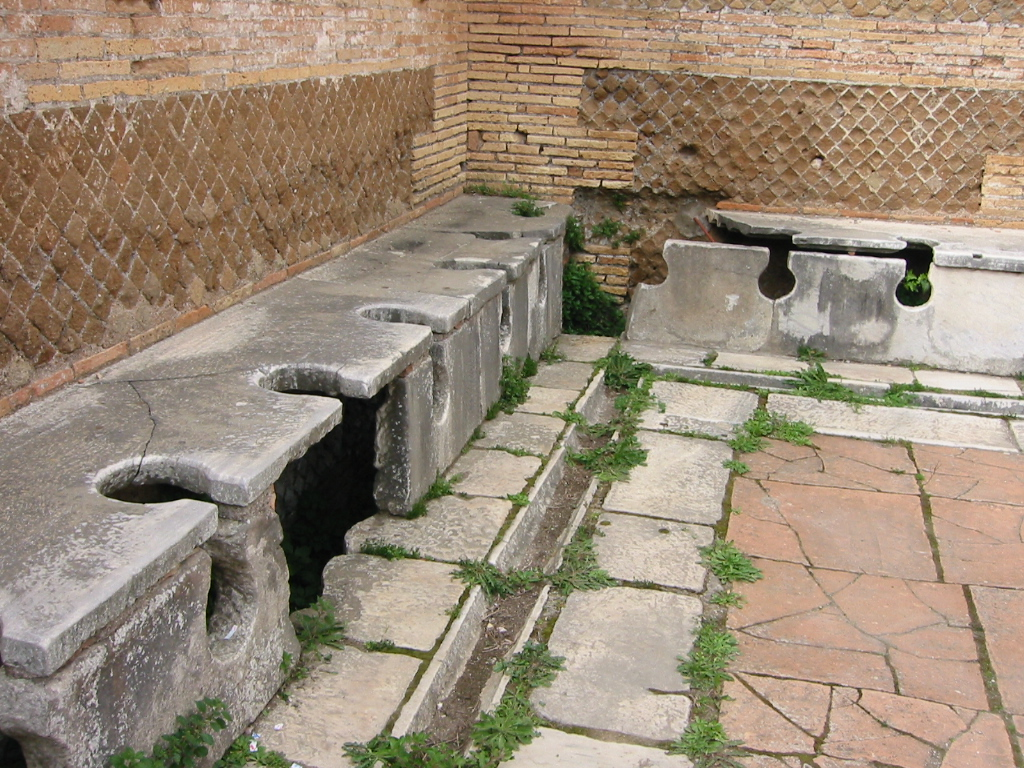
Ostia, letrinas públicas.

En el año 87 a. C. la ciudad fue arrasada por Mario, y de nuevo en 67 a. C. saqueada por piratas. Tras este segundo ataque se reconstruyó la ciudad y Cicerón la proveyó con murallas de protección. Se desarrolló durante el siglo I, principalmente bajo el mandato de Tiberio, quien ordenó construir el primer foro y también un puerto en la desembocadura superior del río Tíber (el cual llega al mar a través de una desembocadura mayor en Ostia, Fiumara Grande, y una más estrecha cerca de donde hoy se encuentra el aeropuerto internacional de Fiumicino). El nuevo embarcadero, denominado sin recatos Portus, fue excavado en el suelo por orden del emperador Claudio con forma hexagonal para reducir la fuerza del impacto de las olas.

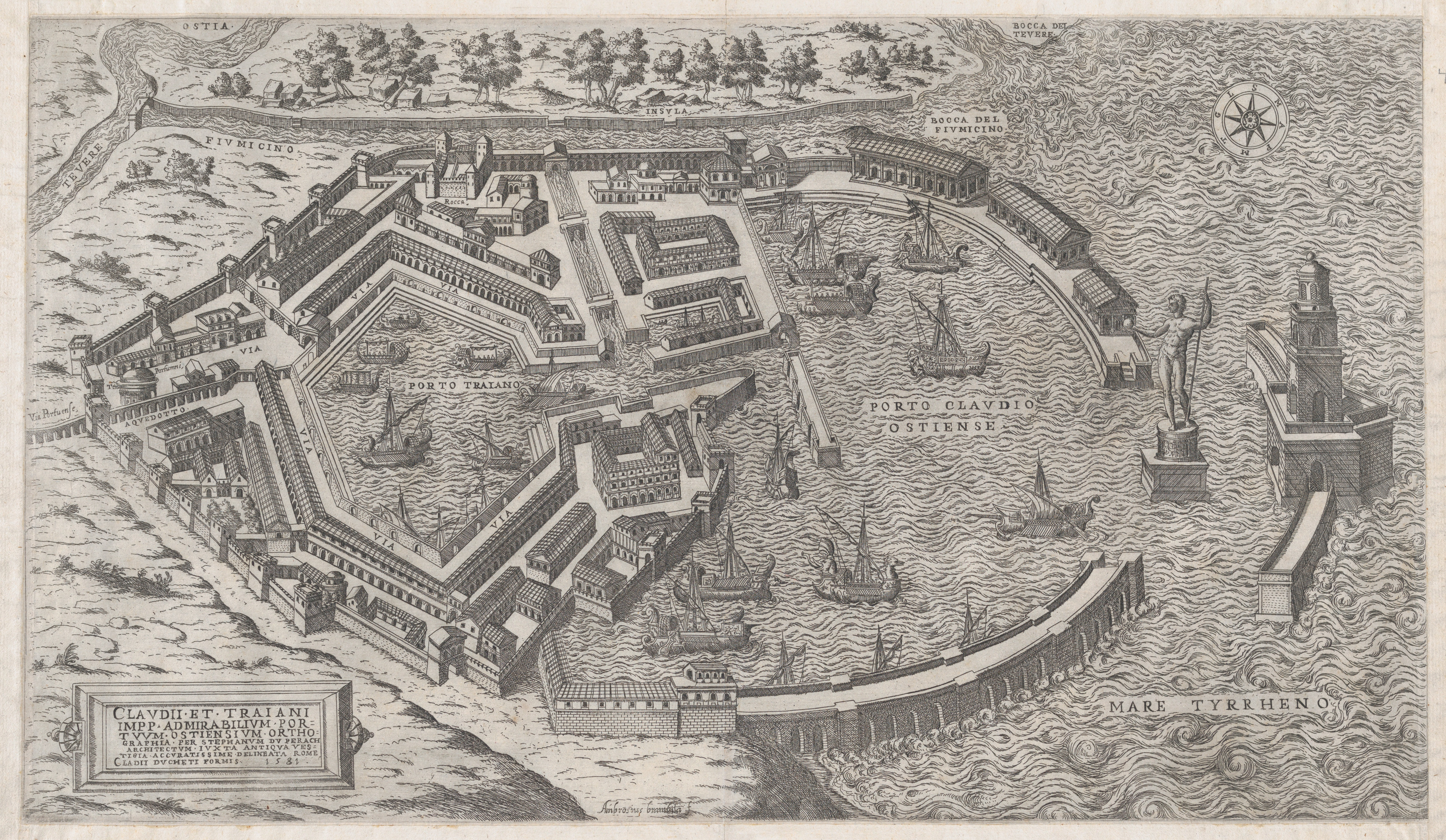
Portus de Ostia

La ciudad contaba con todos los servicios que se requerían en su tiempo; en particular, un famoso faro. Los arqueólogos han descubierto asimismo letrinas públicas, organizadas como una serie de asientos que nos permiten imaginar que la ocasión de su uso era igualmente un momento social. Además, Ostia tenía un gran teatro, termas públicas y un servicio de bomberos. Aún pueden apreciarse los mosaicos a la entrada de los baños cerca de la actual entrada del pueblo.
Trajano ordenó también ampliar las áreas navales y construir otro puerto, de nuevo apuntando hacia las aguas del norte. Debe recordarse que a una corta distancia se encontraba el puerto de Civitavecchia (Centum Cellae) y que Roma empezaba a tener una cantidad significativa de puertos, el más notable de ellos el Portus.

### Auge y caída de Ostia
Ostia creció hasta los 50 000 habitantes hacia el siglo II y en todo el tiempo enfocó sus actividades hacia el Portus. Con la caída del Imperio romano declinó lentamente y fue abandonada finalmente en el siglo IX tanto por el derrumbe del Imperio como por los repetidos saqueos e invasiones por piratas árabes; por último, los habitantes se mudaron a una nueva localidad llamada Gregoriópolis. Durante la Edad Media, los ladrillos de los edificios de Ostia sirvieron para otras construcciones. Entre ellas llama la atención la Torre de Pisa, que fue construida con materiales provenientes de Ostia[cita requerida]. En el año 849 se libró la batalla naval de Ostia.
En 1483 el cardenal Giuliano Della Rovere, posteriormente Julio II, inició la construcción de una gran fortaleza para defender el puerto. La ciudad fue asediada durante la guerra italiana de 1494-1498 y nuevamente por el Duque de Alba en 1556. Al año siguiente, una crecida del Tíber hizo impracticable el puerto, por lo que la ciudad es abandonada.
Durante la época barroca, los arquitectos locales aprovecharon el mármol para la construcción de los palacios en Roma y, más tarde, exploradores extranjeros llegaron al lugar en busca de artículos y estatuas antiguas. Durante el reinado del papa Pío VII, la Santa Sede empezó sus propias investigaciones arqueológicas, que continúan hoy día. Se estima que se han descubierto dos tercios del pueblo antiguo.

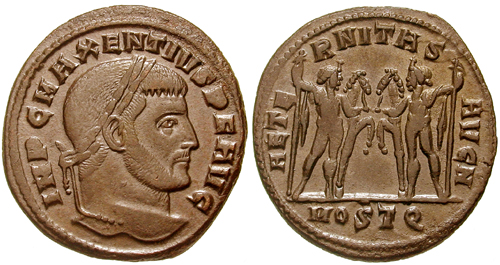
Ostia albergaba una casa de moneda imperial; esta moneda de Majencio fue acuñada ahí.

### Ostia durante el fascismo,Lido di Ostia
Durante la era del fascismo en Italia, se intensificaron las excavaciones en Ostia, se llevaron a cabo importantes trabajos de restauración y se empezó a acondicionar el recinto arqueológico. Ostia volvió a revivir en la costa, al proyectarse una villa que recibió el nombre de Lido di Ostia, u Ostia Lido, o Lido di Roma (lido significa playa). Después de la planificación urbana general de Roma con su nuevo barrio hecho ex novo en la parte sur de la capital (Esposizione Universale Roma o EUR) y una nueva carretera para conectarla con la playa (dedicada a Cristóbal Colón), Ostia se convirtió en el balneario de Roma, al cual se llegaba por ferrocarril mientras se llevaban a cabo los primeros planes para el nuevo aeropuerto de Fiumicino. El pueblo se reorganizó en un estilo puro llamado "arquitectura fascista" (una mezcla del estilo colonial, mediterráneo y racionalista) y se dividía en una sección costera, para pequeñas mansiones usadas como segundas viviendas por los romanos, y una sección interior de barrios (quartieri) para trabajadores (se crearon varios de estos quartieri y borgate en la periferia de Roma para las clases bajas y Ostia figuraba entre ellos).
Sin embargo, la renovación fascista no duró mucho, ya que las obras se detuvieron debido a la Segunda Guerra Mundial y hasta los años 60 Ostia no volvió a usarse como un balneario romano.